# دوست داشته شدن
دوست داشته شدن (انگلیسی: To Be Loved) ترانه ای است از ادل از آلبوم ۳۰ که در سال ۲۰۲۱ منتشر شد. «دوست داشتنی بودن» مورد تحسین جهانی منتقدان موسیقی قرار گرفت که اجرای آوازی ادل را به عنوان بهترین عملکرد او در تمام دوران‌ها برجسته کردند. چندین نشریه آن را در لیست بهترین آهنگ‌های سال ۲۰۲۱ خود قرار دادند. این آهنگ به ۴۰ آهنگ برتر در استرالیا، کانادا، سوئد و ایالات متحده رسید و در برخی از کشورهای دیگر وارد نمودار شد. ادل آهنگ To Be Loved را به صورت زنده اجرا نکرد اما کلیپی از اجرای آن را با همراهی پیانو در شبکه‌های اجتماعی به اشتراک گذاشت.